# Michael Jackson Video Vanguard Award
Der Michael Jackson Video Vanguard Award wird jährlich im Rahmen der MTV Video Music Award vergeben. Es handelt sich um einen Ehrenpreis, der besondere Künstler für ihr Lebenswerk im Bereich der Musikvideos und -filme ehrt. Da es sich um einen Ehrenpreis handelt, ist sein Gravurschild meist golden, im Gegensatz zu den silbernen „Moonman“ beziehungsweise „Moonperson“ der regulären Verleihung. Die ersten Vanguard Awards wurden bereits bei den MTV Video Music Awards 1984 verliehen, damals noch unter dem Titel Video Vanguard Award. 1991 erhielten die Awards als einen Tribut an Michael Jackson ihren heutigen Namen. Er wurde nicht jedes Jahr vergeben und diente in manchen Jahren als Preis für das Lebenswerk.

## Liste der Preisträger
| Jahr | Bild                          | Sieger                   | Anmerkungen | Einzelnachweise |
| ---- | ----------------------------- | ------------------------ | --- | --------------- |
| 1984 | David Bowie in 1987           | David Bowie              | Präsentiert von Herbie Hancock. David Bowie hat zusammen mit Mick Rock in den 1970ern einige der ersten Musikvideos erstellt. | [ 2 ] [ 3 ]     |
| 1984 | The Beatles in 1964           | The Beatles              | Präsentiert von Stewart Copeland und Andy Summers (The Police). Die Beatles haben zu verschiedenen Songs Kurzfilme gedreht. | [ 2 ] [ 3 ]     |
| 1984 | Richard Lester in 2014        | Richard Lester           | Lester hat verschiedene Kurzfilme für die Beatles gedreht, darunter auch den zu A Hard Day’s Night. | [ 2 ] [ 3 ]     |
| 1985 | David Byrne (1978)            | David Byrne              | Präsentiert von Chrissie Hynde von The Pretenders. Byrne wurde für seine Arbeit mit den Talking Heads geehrt. | [ 4 ]           |
| 1985 | –                             | Russell Mulcahy          | Präsentiert von John Taylor und Andy Taylor von Duran Duran und The Power Station. Mulcahy war Regisseur von The Buggles’ Video Killed the Radio Star, dem ersten Video, das von MTV gesendet wurde. | [ 4 ]           |
| 1985 | Godley & Creme                | Kevin Godley & Lol Creme | Godley & Creme waren ein bekanntes Videoregisseur-Duo. | [ 4 ]           |
| 1986 | Madonna                       | Madonna                  | Präsentiert von Robert Palmer. Madonna wurde durch ihre ausdrucksstarken Musikvideos bekannt, die ihre lyrischen Themen mit expliziter Bildsprache verband. Ihre Musikvideos zählten früh zu den Highlights auf MTV und sprachen zahlreiche kontroverse Themen an, wie Teenager-Schwangerschaften, Rassismus, Religion, Sex und Gewalt. Sie war die erste Frau, die diesen Award erhielt. | [ 5 ]           |
| 1986 | Zbigniew Rybczyński           | Zbigniew Rybczyński      | Präsentiert von den Pet Shop Boys. Rybczyński ist ein bekannter Musikvideoregisseur und Filmemacher. | [ 5 ]           |
| 1987 | Peter Gabriel in 1986         | Peter Gabriel            | Präsentiert von Laurie Anderson. Gabriel gewann in der gleichen Nacht auch den Preis für das Video of the Year für das Musikvideo zu Sledgehammer. | [ 6 ]           |
| 1987 | Julian Temple in 2010         | Julien Temple            | Präsentiert von David Bowie. Temple erhielt den Award für seine Musikvideos. | [ 6 ]           |
| 1988 | Michael Jackson (1988)        | Michael Jackson          | Präsentiert von Peter Gabriel. Michael Jackson war einer der ersten Künstler, die Musikvideos eher als Kurzfilme herausbrachten. Insbesondere sein Musikvideo zu Thriller (Regie: John Landis) veränderte das Medium Musikvideo nachhaltig. | [ 7 ] [ 8 ]     |
| 1989 | George Michael (1988)         | George Michael           | Präsentiert von Madonna. George Michael wurde für seine Musikvideos aus dem Album Faith geehrt. | [ 9 ]           |
| 1990 | Janet Jackson (2008)          | Janet Jackson            | Ihre Musikvideos aus den 1980ern setzten neue Standards, insbesondere was die Choreografie anging, die sich an Broadway-Inszenierungen anlehnte. Sie ist die zweite Frau und die erste afroamerikanische Künstlerin, die den Award erhielt. | [ 10 ]          |
| 1991 | Bon Jovi (2006)               | Bon Jovi & Wayne Isham   | Präsentiert von Arsenio Hall. Isham drehte mehrere Videos für Bon Jovi. In diesem Jahr wurde der Preis in den Michael Jackson Video Vanguard Award umbenannt. | [ 11 ]          |
| 1992 | Guns N’ Roses (2006)          | Guns N’ Roses            | Präsentiert von den Queen-Mitgliedern Roger Taylor und Brian May. | [ 12 ] [ 13 ]   |
| 1994 | Tom Petty (2006)              | Tom Petty                | Präsentiert von Billy Corgan. | [ 14 ]          |
| 1994 | The Rolling Stones (1981)     | The Rolling Stones       | Präsentiert von Jann Wenner. Als Lifetime Achievement Award überreicht. | [ 14 ]          |
| 1995 | R.E.M. (2003)                 | R.E.M.                   | Präsentiert von Drew Barrymore. | [ 15 ]          |
| 1997 | Mark Romanek (2010)           | Mark Romanek             | | [ 16 ] [ 17 ]   |
| 1997 | LL Cool J in 2007             | LL Cool J                | Präsentiert von Mariah Carey. | [ 16 ] [ 17 ]   |
| 1998 | Beastie Boys in 2007          | Beastie Boys             | Chuck D von Public Enemy hielt vor der Verleihung eine Lobrede auf die Band. Adam Yauch von den Beastie Boys nutzte die Gelegenheit für einige politische Statements. | [ 18 ]          |
| 2000 | Red Hot Chili Peppers in 2005 | Red Hot Chili Peppers    | Präsentiert von Chris Rock und Lance Crouther. | [ 19 ]          |
| 2001 | U2-Montage                    | U2                       | Präsentiert von Carson Daly. U2 rief die übrig gebliebenen Ramones auf die Bühne, um Joey Ramone zu ehren, der kurz vor der Show verstarb. | [ 20 ] [ 21 ]   |
| 2003 | Duran Duran (2005)            | Duran Duran              | Als Lifetime Achievement Award verliehen. | [ 22 ]          |
| 2006 | –                             | Hype Williams            | Präsentiert von Kanye West. | [ 23 ]          |
| 2011 | Britney Spears in 2011        | Britney Spears           | Präsentiert von Lady Gaga als ihr Alter Ego „Jo Calderone“.Vorher gab es einen Video-Zusammenschnitt von den größten Hits von Spears. Sie war erst die dritte Frau, die den Award überreicht bekam. | [ 24 ] [ 25 ]   |
| 2013 | Justin Timberlake (2014)      | Justin Timberlake        | Präsentiert von Jimmy Fallon. Der Verleihung ging ein fünfzehnminütiges Medley aus seinen Hits voraus, bei dem es zu einer *NSYNC-Reunion kam. Timberlake gewann in der gleichen Nacht auch das Video of the Year. | [ 26 ]          |
| 2014 | Beyoncé (2013)                | Beyoncé                  | Präsentiert von ihrem Ehemann Jay-Z und Tochter Blue Ivy Carter nach einem 16-minütigen Medley ihres fünften Studioalbums Beyoncé. | [ 27 ]          |
| 2015 | Kanye West (2008)             | Kanye West               | Präsentiert von Taylor Swift. West kündigte während seiner Rede an bei den Präsidentschaftswahlen 2020 kandidieren zu wollen. | [ 28 ]          |
| 2016 | Rihanna(2013)                 | Rihanna                  | Präsentiert von Drake nach mehreren Medleys der Künstlerin. | [ 29 ]          |
| 2017 | Pink (2013)                   | Pink                     | Präsentiert von Ellen DeGeneres nach einem siebenminütigen Medley. | [ 30 ]          |
| 2018 | Lopez (2014)                  | Jennifer Lopez           | Präsentiert von Shawn Mendes nach einem zehnminütigen Medley ihrer Hits. | [ 31 ]          |
| 2019 | Elliott (2006)                | Missy Elliott            | Präsentiert von Cardi B. | [ 32 ]          |
| 2022 | Minaj (2012)                  | Nicki Minaj              | Nicht live, aber im Pressebericht genannt. |                 |
| 2023 | Shakira (2008)                | Shakira                  | | [ 33 ]          |